# Diocèse de Daltonganj
Le diocèse de Daltonganj est une circonscription ecclésiastique de l’Église catholique dans l’État de Jharkhand, en Inde. Suffragant de l’archidiocèse de Ranchi, le diocèse compte quelque 65000 fidèles en 2016 (dans 23 paroisses) sur une population globale de plus de trois millions d’habitants. 

## Territoire
Le diocèse couvre les districts civils de Palamau et Garhwa dans la partie extrême occidentale de l’État de Jharkhand au Chota Nagpur (en Inde centrale). Le siège épiscopal se trouve à Daltonganj. 

## Histoire
Le diocèse fut créé le 5 juin 1971 (bulle ‘Supremi Ecclesiae’) par le pape Paul VI, son territoire étant détaché de l’archidiocèse de Ranchi dont il reste suffragant. Le travail d’évangélisation dans la région fut confié aux missionnaires jésuites australiens arrivés en Inde après la Seconde Guerre mondiale.  En 1995 une partie du diocèse en fut séparée pour devenir le diocèse d'Hazaribag.
Le diocèse de Daltonganj est largement rural, mais les mines et les aciéries y ont apporté de grands changements dans la population qui reste cependant en grande majorité indigène : Mundas, Ouraons, Santals et autres.  Le territoire est divisé en 23 paroisses, la plupart se trouvant dans le district de Palamau. Aujourd’hui le clergé catholique est entièrement indigène.

## Évêques de Daltonganj
- 1971-1987 : George Saupin, jésuite, transféré à Bhagalpur
- 1989-1995 : Charles Soreng, jésuite, transféré à Hazaribag
- 1997-2016 : Gabriel Kujur, jésuite, démissionnaire
- 2016-2023 : siège vacant
- (Théodore Mascarenhas: Administrateur apostolique)
- depuis 2023 :  Theodore Mascarenhas

## Sources
- Catholic Directory of India
- Annuario pontificio 2013, Città del Vaticano, Libreria editrice vaticana, 2013.